# Château du Châtelard (Montagnieu)
Le château de Châtelard est une ancienne maison forte du XIIIe siècle, réaménagée en château, située dans la commune de Montagnieu, dans le département de l'Isère en région Auvergne-Rhône-Alpes.
Une partie du château fait l'objet d'une protection partielle au titre des monuments historiques, depuis le 30 janvier 1989.

## Situation et accès
Le château est situé au nord du territoire de la commune de Montagnieu, au nord-ouest de son bourg principal, à proximité des hameaux de Martray et du Perrin et non loin de la voie autoroutière reliant Grenoble à Lyon. 
La gare ferroviaire française la plus proche est la gare de La Tour-du-Pin, située à moins de trois kilomètres du château et de son domaine.

## Histoire
Ce château était dénommé au XVe siècle sous le vocable de « domus fortis capella de Castellario » ce qui signifie « maison forte et chapelle du Chatelard ». Dominant deux combes, c'était, à l'époque, une maison forte avancée pour défendre la cité de La Tour-du-Pin contre des troupes ennemies pouvant arriver par la vallée de l'Hien. 
Claude de Lay, issu d'une vieille famille de La Tour-du-Pin, était seigneur du Chatelard en 1300. Au XVIIe siècle, le domaine du Chatelard qui appartenait au domaine royal est mise en vente. Jean Baptiste de la Porte seigneur de Boczosel en devient l'acquéreur le 28 août 1638. Il passera ensuite aux mains de différentes familles dont celle des Miolans, à la suite d'un mariage en 1684. Le 28 décembre 1885, la famille de Bellecombe fait l'acquisition du domaine et un de ses membres en est le propriétaire actuel.

## Description

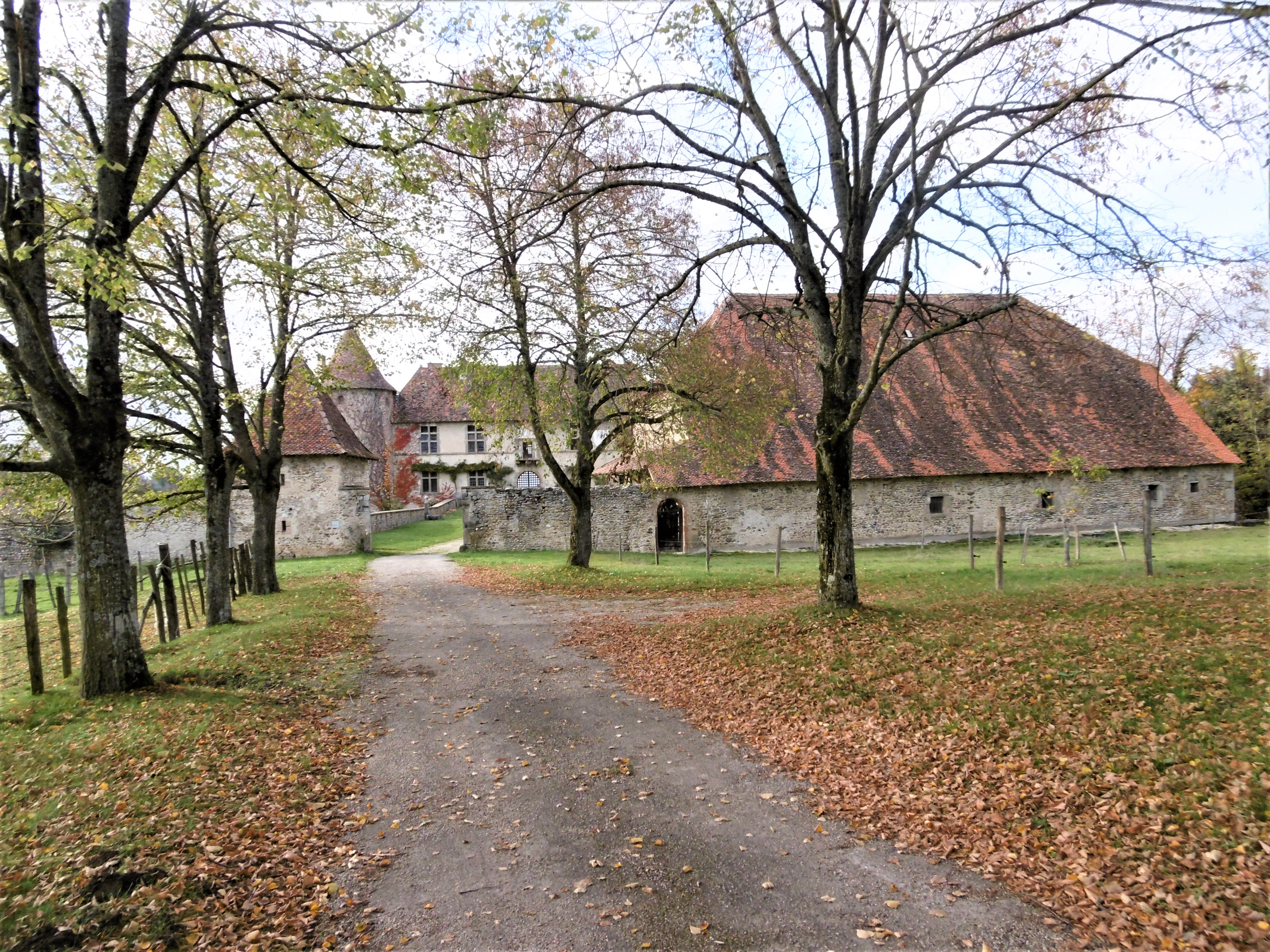
Château du Chatelard

En 2020, cet ensemble architectural, isolé sur un éperon rocheux dominant un ruisseau, est toujours constitué de deux cours : la basse-cour qui surplombe une terrasse côté sud et la haute cour bordée d'un mur de soutènement composé de plusieurs tours de plan circulaire, ainsi que du logis. 
La base d'une portion de mur droit et d'une tour daterait du XIIIe siècle. Le donjon circulaire et la plupart des murs d'enceinte dateraient, quant à eux, du XVe siècle. 
Le château a été fortement remanié au début du XVIIe siècle. Il comprend un corps de logis bâti sur deux niveaux et construit avec symétrie de part et d'autre d'une porte monumentale qui donne accès à un passage voûté menant à la haute cour. L'étage comprend de hautes fenêtres à meneau et double croisillon dont l'appui forme cordon filant. Le toit à deux pans est percé de lucarnes et recouvert en tuiles en écaille[réf. souhaitée].

## Visites
L'édifice, propriété privée, est fermé au public et ne se visite pas. À l'occasion des Journées européennes du patrimoine en 2019, son propriétaire, Henri de Bellecombe a organisé exceptionnellement des visites commentées au coucher du soleil,.